# Södra Jeolla
Södra Jeolla är en provins i sydvästra Sydkorea. Totalt har provinsen 1 865 459 invånare (2021) och en area på 12 358 km². Administrativ huvudort är Muan-gun.
Södra Jeolla bildades 1895, när Jeolla delades i en nordlig och sydlig del.

## Administrativ indelning
Södra Jeolla är indelat i fem städer (si) och sjutton landskommuner (gun). 

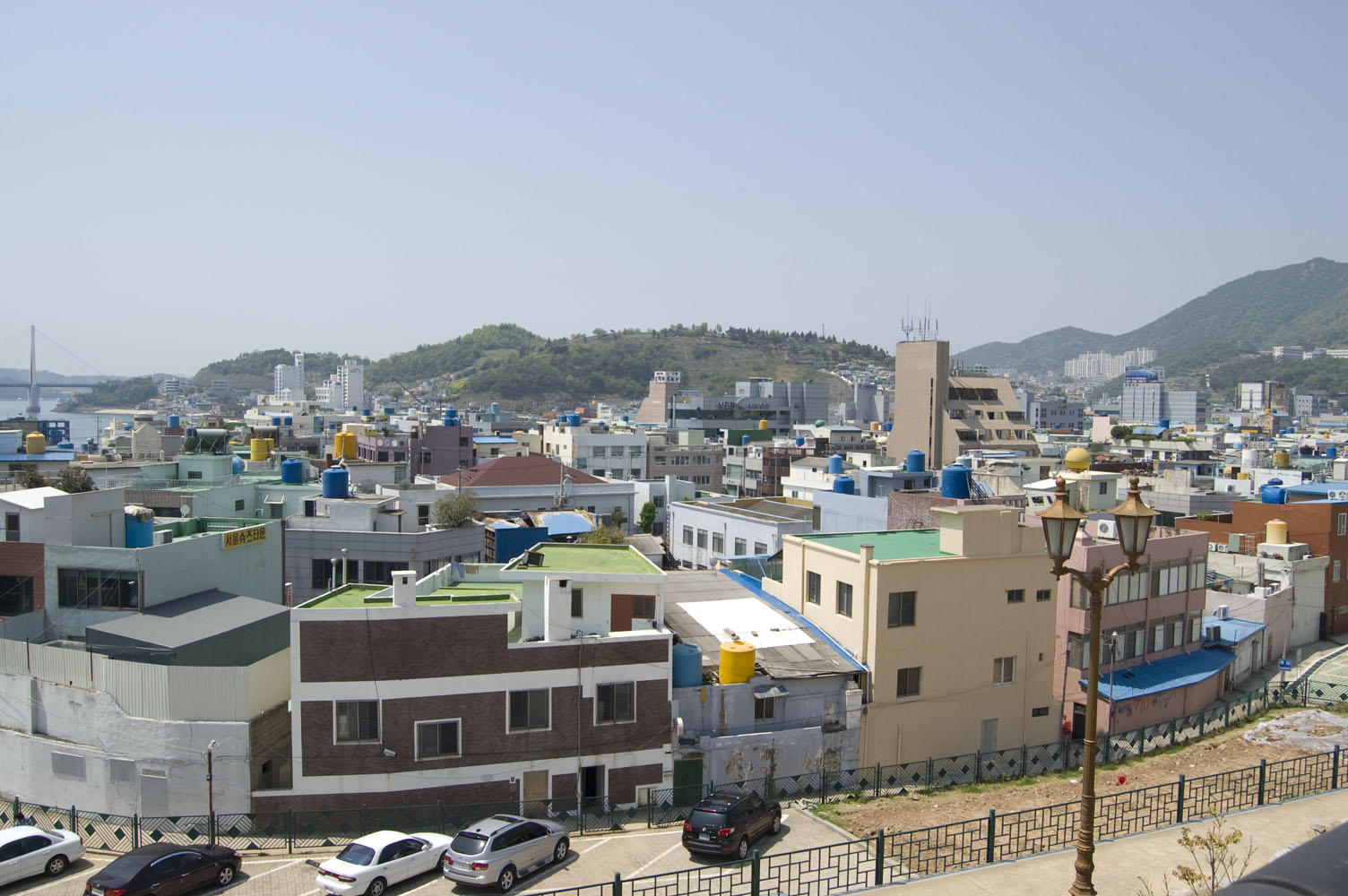
Yeosu

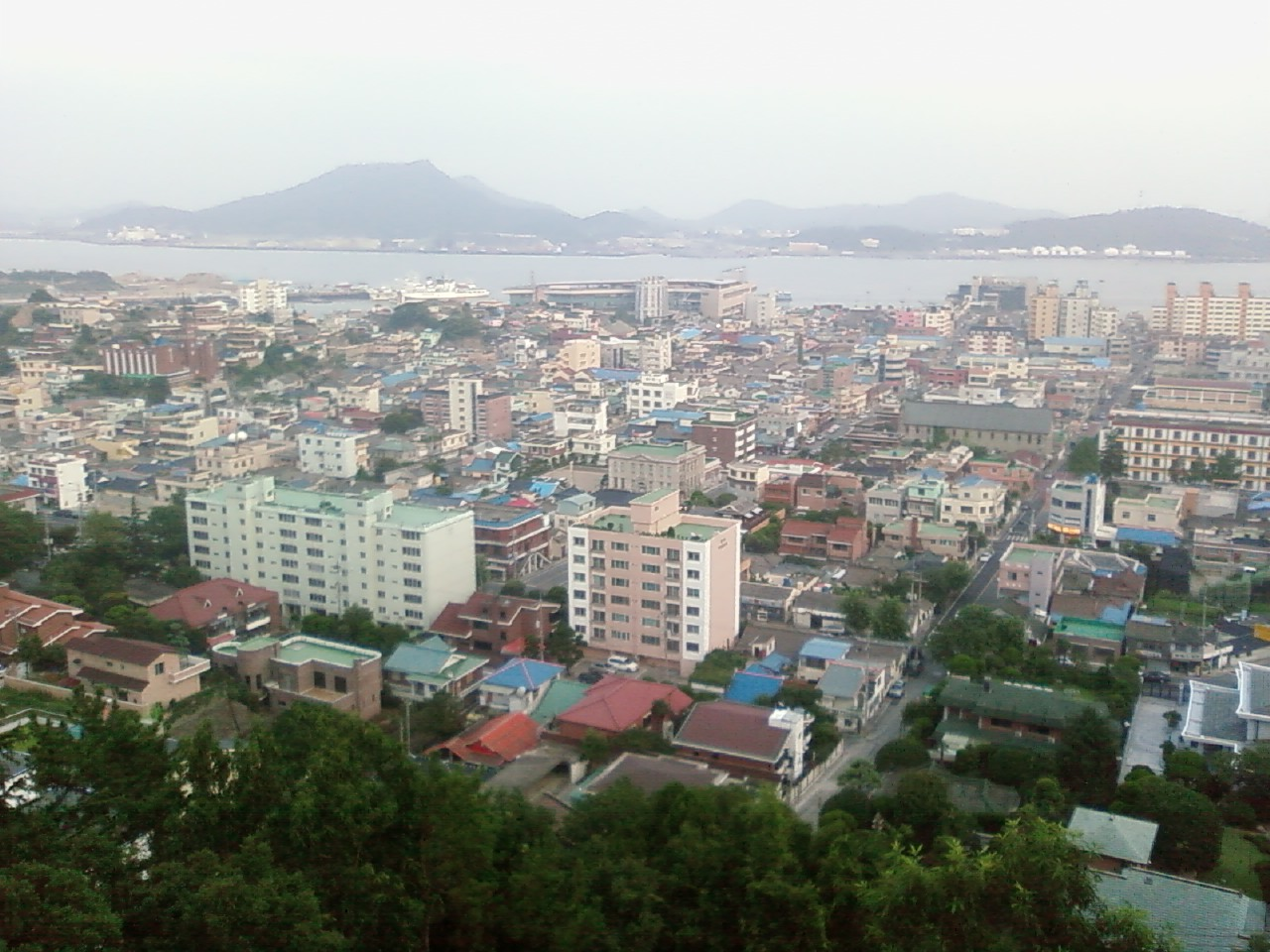
Mokpo

| Karta             | Nr             | Namn   | Hangul | Hanja   | Folkmängd 31 dec 2021 |
| ----------------- | -------------- | ------ | ------ | ------- | --------------------- |
|                   |                |        |        |         |                       |
| — Städer —        |                |        |        |         |                       |
| 1                 | Yeosu          | 여수시 | 麗水市 | 281 977 |                       |
| 2                 | Mokpo          | 목포시 | 木浦市 | 221 642 |                       |
| 3                 | Suncheon       | 순천시 | 順天市 | 283 570 |                       |
| 4                 | Gwangyang      | 광양시 | 光陽市 | 152 026 |                       |
| 5                 | Naju           | 나주시 | 羅州市 | 119 367 |                       |
| — Landskommuner — |                |        |        |         |                       |
| 6                 | Muan-gun       | 무안군 | 務安郡 | 92 690  |                       |
| 7                 | Haenam-gun     | 해남군 | 海南郡 | 68 456  |                       |
| 8                 | Goheung-gun    | 고흥군 | 高興郡 | 63 711  |                       |
| 9                 | Hwasun-gun     | 화순군 | 和順郡 | 63 397  |                       |
| 10                | Yeongam-gun    | 영암군 | 靈巖郡 | 57 056  |                       |
| 11                | Yeonggwang-gun | 영광군 | 靈光郡 | 52 862  |                       |
| 12                | Wando-gun      | 완도군 | 莞島郡 | 50 775  |                       |
| 13                | Damyang-gun    | 담양군 | 潭陽郡 | 47 048  |                       |
| 14                | Boseong-gun    | 보성군 | 寶城郡 | 39 786  |                       |
| 15                | Jangseong-gun  | 장성군 | 長城郡 | 44 288  |                       |
| 16                | Jangheung-gun  | 장흥군 | 長興郡 | 37 038  |                       |
| 17                | Gangjin-gun    | 강진군 | 康津郡 | 34 174  |                       |
| 18                | Sinan-gun      | 신안군 | 新安郡 | 38 951  |                       |
| 19                | Hampyeong-gun  | 함평군 | 咸平郡 | 31 886  |                       |
| 20                | Jindo-gun      | 진도군 | 珍島郡 | 31 388  |                       |
| 21                | Gokseong-gun   | 곡성군 | 谷城郡 | 27 948  |                       |
| 22                | Gurye-gun      | 구례군 | 求禮郡 | 25 423  |                       |